# Patrick Wauchope
Patrick Wauchope (ur. 1 maja 1863 w Newton, zm. 9 stycznia 1939 w Edynburgu) – szkocki rugbysta, reprezentant kraju.
W latach 1885–1887 rozegrał sześć spotkań dla szkockiej reprezentacji zdobywając jedno przyłożenie, które wówczas nie miało jednak wartości punktowej.